# The Washington Projects
The Washington Projects ist eine Hip-Hop- und R&B-Band aus den USA, bestehend aus den beiden Geschwistern Jekob und Rachel Washington. Mitte der 90er begannen Jekob und Rachel mit ihrem älteren Bruder Josh Musik zu machen und starteten mit dem Bandnamen Souljahz. Monate nach ihrem Auftritt der Pilot-Folge von "It's your Show" auf MTV unterschrieben alle 3 Geschwister einen 7-jährigen Plattenvertrag bei dem Major Warner Bros. Records und veröffentlichten im Jahr 2002 ihr Debüt-Album "The Fault Is History". Die Band wurde 2003 für 5 Dove-Awards nominiert und gewann 2 davon.
Joshua verließ die Band und somit beschlossen Jekob und Rachel die Band in The Washington Projects umzubenennen. Unter diesem Namen traten die beiden Geschwister seither auf und veröffentlichten im November 2007 das Debütalbum "Commanders of the Resistance" auf dem Label "The Black And White Label Group".

## Diskografie

### Alben
- 2002: The Fault Is History (als Souljahz)
- 2007: Commanders of the Resistance
- 2010: Light Up The Dark

## Auszeichnungen
- Dove Award für das "Urban Album of the Year" (2003) – "The Fault Is History"
- Dove Award für den "Rap/Hip Hop Recorded Song" (2003) – "All Around The World"